# Centaurea nigra subsp. rivularis
Centaurea nigra subsp. rivularis é uma subespécie de planta com flor pertencente à família Asteraceae. 
A autoridade científica da subespécie é (Brot.) Cout., tendo sido publicada em Fl. Portugal: 655. 1913.

## Portugal
Trata-se de uma subespécie presente no território português, nomeadamente em Portugal Continental.
Em termos de naturalidade é endémica da região atrás referida.

## Protecção
Não se encontra protegida por legislação portuguesa ou da Comunidade Europeia.